# Lecanto
Lecanto is een plaats (census-designated place) in de Amerikaanse staat Florida, en valt bestuurlijk gezien onder Citrus County.

## Demografie
Bij de volkstelling in 2000 werd het aantal inwoners vastgesteld op 5161.

## Geografie
Volgens het United States Census Bureau beslaat de plaats een oppervlakte van
70,0 km², geheel bestaande uit land. Lecanto ligt op ongeveer 18 m boven zeeniveau.

## Plaatsen in de nabije omgeving
De onderstaande figuur toont nabijgelegen plaatsen in een straal van 16 km rond Lecanto.